# Everardia flexifolia
Everardia flexifolia là loài thực vật có hoa trong họ Cói. Loài này được (Gilly) T.Koyama & Maguire mô tả khoa học đầu tiên năm 1965.